# Weißstirn-Regenpfeifer
Der  Weißstirn-Regenpfeifer  (Anarhynchus marginatus, Synonym: Charadrius marginatus) ist eine kleine Vogelart aus der Familie der Regenpfeifer. Sein Vorkommen erstreckt sich über Afrika, südlich der Sahara und Madagaskar.

## Beschreibung
Der Weißstirn-Regenpfeifer ist mit circa 18 Zentimeter Länge etwas größer als ein Fahlregenpfeifer (Charadrius pallidus). Die Flügellänge beträgt zwischen 103 und 115 Millimeter, das Gewicht liegt bis knapp unter 60 Gramm.
Die Oberseite ist sandig-grau, die Unterseite weiß. Die Brust ist häufig verwaschen, blass-rosa bis gelb-braun gefärbt – speziell in den östlichen Regionen des Verbreitungsgebietes. (Im Gegensatz zum Hirtenregenpfeifer, dessen Brust gelblich gefärbt ist.) Stirn und Augenbrauen sind weiß und die vordere „Krone“ ist dunkelgrau gefärbt. Während Hals und Kragen weiß sind, ist die Oberseite des Kopfes grau-braun gefärbt. Eine dunkle Linie zieht von den Enden des Schnabels zu den Augen und um den Nacken herum, wobei diese im Nackenbereich breiter und etwas verwaschener wird. Im Flug deutliche weiße Balken auf der Oberseite der Flügel. Schwanz dunkelgrau mit weißen äußeren Federn. Die Ständer ragen im Flug nicht über das Schwanzende hinaus, wie dies beim Hirtenregenpfeifer der Fall ist.
Jungvögel haben nicht die dunkle „Vorderkrone“ der Erwachsenen. Küken sind oberseitig blass-grau gefärbt mit dunklen Sprenkeln. Unterseite weiß.

## Verbreitung
Afrika, südlich der Sahara und Madagaskar. Im südlichen Afrika kommt der Weißstirn-Regenpfeifer häufig in Küstennähe, aber auch entlang der großen Flüsse, an den Ufern der großen Binnenseen und saisonal auch in der Etosha-Pfanne und den Makgadikgadi-Salzpfannen vor.

## Habitat und Lebensweise
Der Weißstirn-Regenpfeifer bevorzugt sandige Strände sowie sandige Ufer größerer Binnengewässer, wie Flüsse, Seen und auch Salzpfannen. Er lebt in der Regel paarweise und ist in manchen Gebieten das ganze Jahr über standorttreu. Außerhalb der Brutzeit kommen Schwärme von bis zu 100 Vögeln vor. Der Weißstirn-Regenpfeifer steckt beim Rasten typischerweise den Kopf unter das Schultergefieder, kann aber auch verhältnismäßig schnell laufen.
Der Weißstirn-Regenpfeifer ernährt sich vor allem von Insekten, Krebsen, Spinnen, Würmern, und anderen Weichtieren, die er bevorzugt am späten Nachmittag und während der Flut entlang der Uferlinie unter Seetang, Treibholz und anderem Schwemmgut sucht, aber auch fernab des Wassers in den Dünen. Er vermeidet die Futtersuche bei Nacht und starkem Wind.

## Fortpflanzung
Der Weißstirn-Regenpfeifer brütet bei regionalen Unterschieden das ganze Jahr über. Namibia im Dezember und Januar, Natal im Juli und August und in Simbabwe im August und September. Bevorzugt brütet der Weißstirn-Regenpfeifer vor Beginn der Regenzeit, mit Ausnahme der westlichen und südlichen Kapregion, wo er bevorzugt nach dem Ende des Winterregens im September und Oktober brütet.
Die Nester des Weißstirn-Regenpfeifers sind sehr einfach in den Sand oder Kies der Uferlinie gekratzt und meist mit Muschelteilen verstärkt. Manchmal findet man Nester aber auch landeinwärts auf Dünen, bevorzugt im Schutz von Treibgut und angeschwemmten Algen.
Das Gelege besteht aus 1–3 (meist 2) blass braun-gelben Eiern, mit feinen schwarzbraunen Punkten und Linien. Größe: (171) 32,7 × 23,3 (29,5–37 × 21–25). Die Brutdauer beträgt: 26–33 Tage, wobei die Eier von beiden Elterntieren bebrütet werden. Werden die Weißstirn-Regenpfeifer beim Brutgeschäft gestört, bedecken sie das Gelege mit Sand und versuchen den Eindringling abzulenken. Die Küken werden von beiden Elterntieren betreut und sind nach etwa 35–38 Tagen flügge.